# مسجد أبي عبيدة عامر بن الجراح
مسجد أبي عبيدة عامر بن الجراح هو مسجد تاريخي ومقام يقع في بلدة دير علا، الأردن. يحتوي على قبر أبو عبيدة بن الجراح، أحد الصحابة وقائد عسكري في الخلافة الراشدة. يُعتبر المسجد من أبرز المعالم التاريخية والدينية في الأردن، حيث يخلّد ذكرى القائد الإسلامي الذي توفي عام 639 ودُفن في هذه المنطقة. شهد الموقع اهتمامًا على مر العصور، بدءًا من بناء الضريح والمسجد في عهد المماليك في القرن الثالث عشر على يد بيبرس، وصولًا إلى تجديده بالكامل في عهد المملكة الهاشمية بين عامي 1946 و1954. يُميّز المسجد باحتوائه على قبر أبو عبيدة، إضافة إلى مكتبة، متحف إسلامي، وقاعات متعددة الاستخدام، فضلاً عن المقبرة المحيطة التي تجذب الراغبين في الدفن بجانب هذا القائد العظيم.

## التاريخ

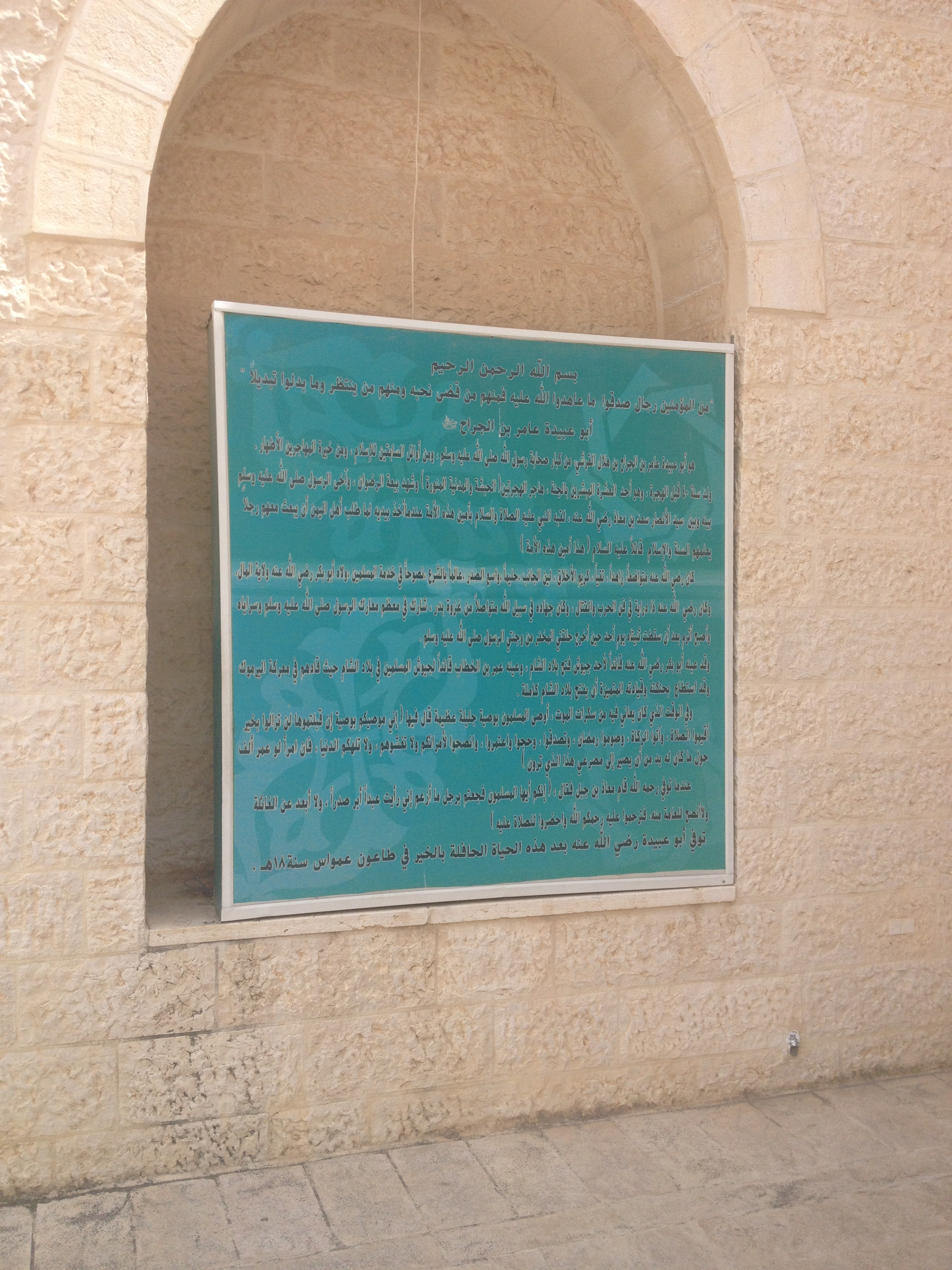
علامة عند المدخل عن حياة أبي عبيدة

توفي أبو عبيدة عامر بن الجراح في سنة 639، وقد ذكرت مصادر عديدة دفنه في منطقة دير علا الحالية. في القرن الثالث عشر، قام الحاكم المملوكي بيبرس ببناء ضريح وقبة ومسجد فوق قبر أبي عبيدة بن الجراح. في عهد المملكة الهاشمية، بين عامي 1946 و1954، تم تجديد المسجد والضريح المرفقين بشكل كامل ليصبحا هيكلاً أكبر في طلب من وزارة الأوقاف الأردنية. الهيكل الحالي حديث، ولكن لا تزال هناك نقوش من فترة المماليك محفوظة في المسجد.

## خصائص المسجد

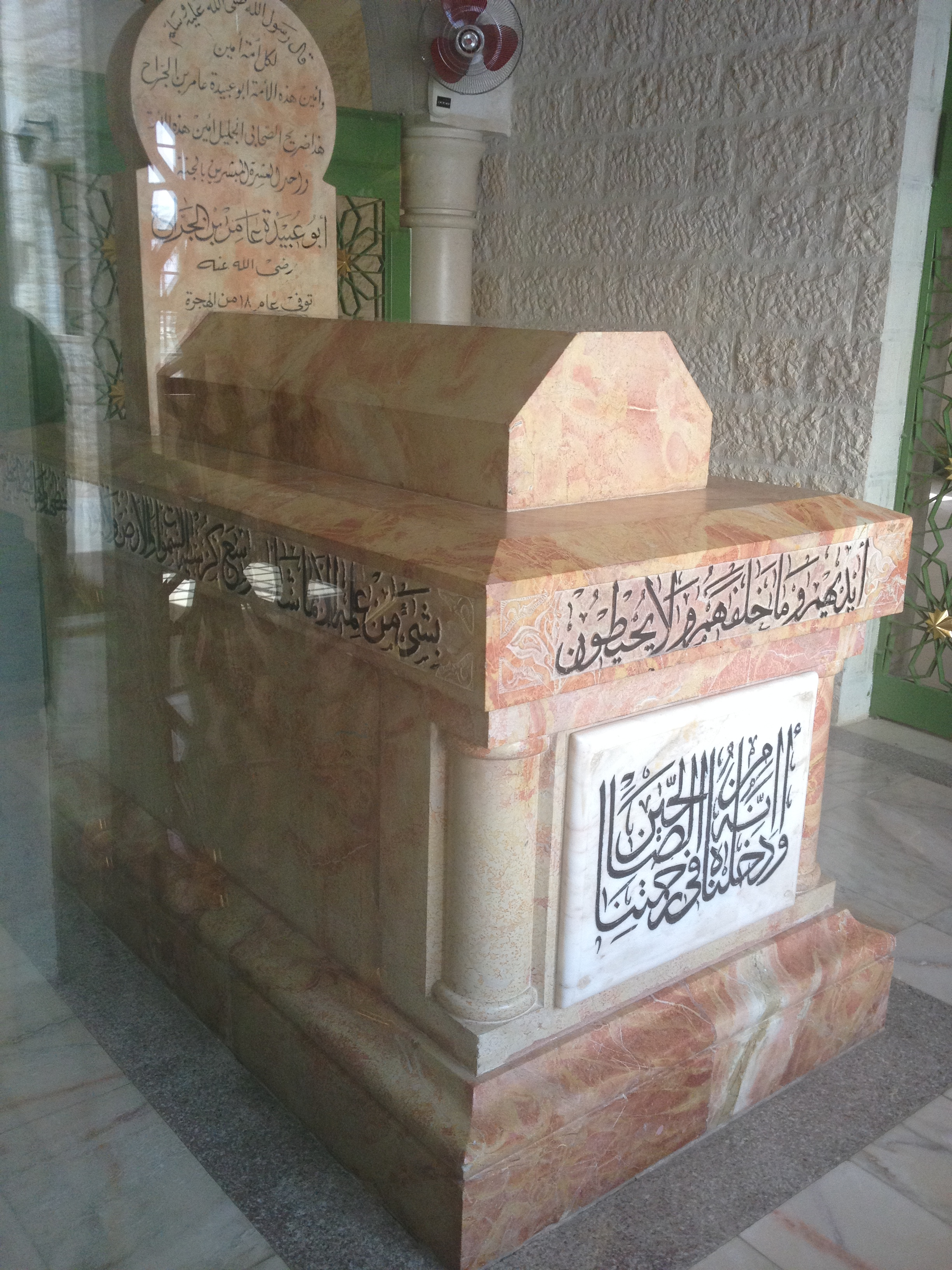
قبر أبي عبيدة

المسجد مشهور لاحتوائه على قبر القائد العسكري الشهير الذي سمي باسمه. إضافةً إلى ذلك، يوجد مكتبة ومتحف إسلامي. يوجد أيضًا مساكن للإمام والمؤذن. يحتوي المجمع أيضًا على قاعة متعددة الاستخدامات ومنطقة للضيوف المميزين. خارج المجمع، يوجد مقبرة كبيرة تعاني من نقص في أماكن الدفن بسبب رغبة الناس في دفن أنفسهم بجانب شخصية محترمة في دينهم.

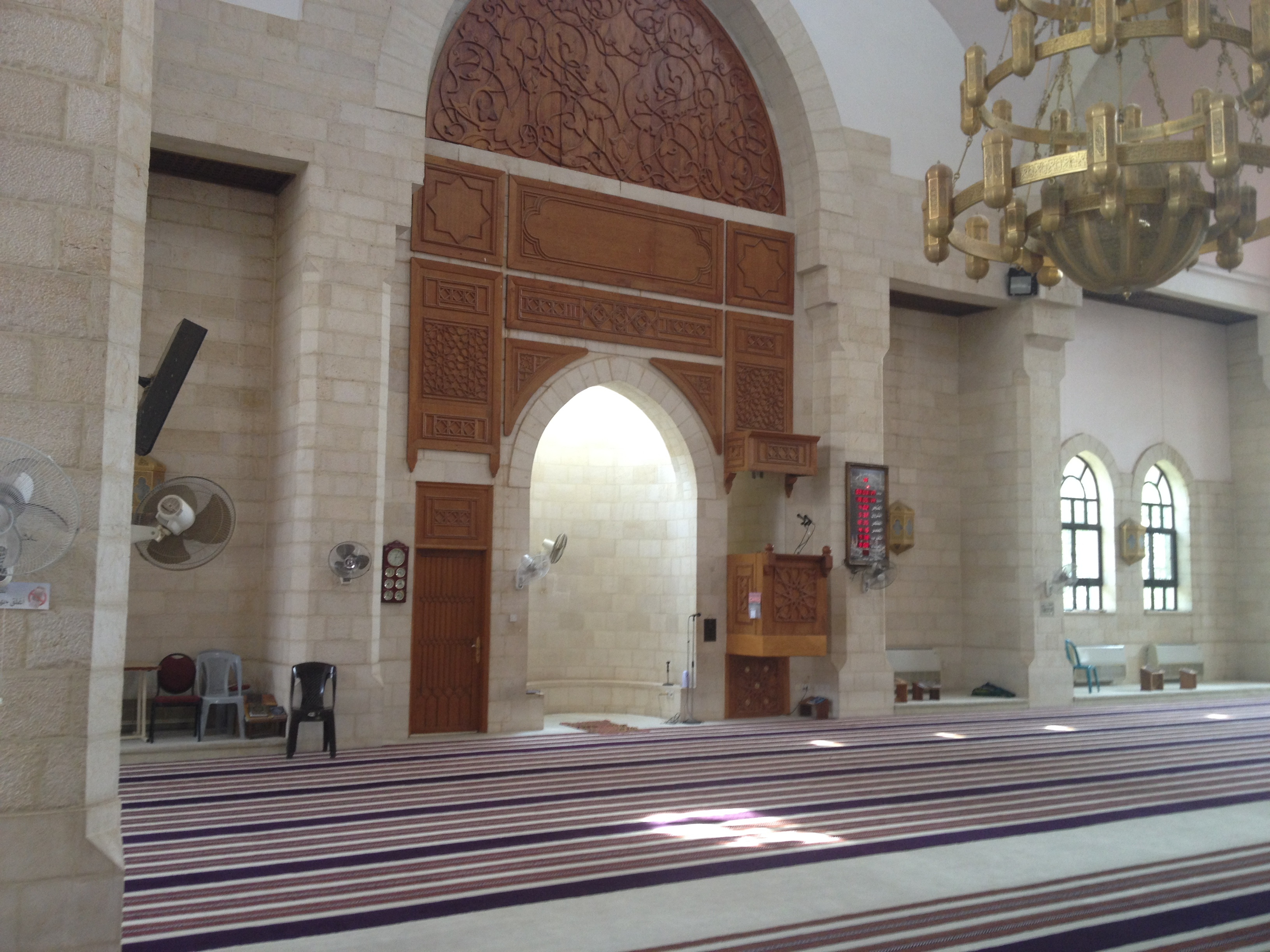
قاعة الصلاة في المسجد